# IC 2153
IC 2153 — галактика типу P (особлива галактика) у сузір'ї Голуб.
Цей об'єкт міститься в оригінальній редакції індексного каталогу.